# 상품권
상품권(商品券, 영어: gift card 또는 gift certificate)이란 권면에 적혀 있는 금액에 해당하는 상품이나, 권면에 적혀 있는 물품으로 교환할 수 있는 유가증권의 일종이다.

## 개요
그 명칭 또는 형태에 관계없이 발행자가 일정한 금액이나 물품 또는 용역의 수량이 기재된 무기명증표를 발행ㆍ매출하고 그 소지자가 발행자 또는 발행자가 지정하는 자(이하 "발행자등"이라 한다)에게 이를 제시 또는 교부하거나 그 밖의 방법으로 사용함으로써 그 증표에 기재된 내용에 따라 발행자등으로부터 물품 또는 용역을 제공받을 수 있는 유가증권을 말한다. (대한민국 여신전문금융업법 시행규칙 제2조) 상품권 표준약관에는 간략하게 "권면에 기재된 금액에 상응하는 물품 또는 용역을 제공받을 수 있는 것"(대한민국 공정거래위원회 상품권 표준약관 제2조)이라 규정되어 있다.  상품권이 발행되는 경우, 상품권의 금액에 따라 일정한 인지세가 부과된다. (인지세법 제3조)

## 역사
1980년대 이전
상품권은 일제강점기때부터 통용되었으나, 해방 후 그 자체가 유명무실해졌다. 그리고 다시, 1961년 12월 27일에 대한민국에서 상품권법이 제정되어 상품권을 발행하기 시작했다. 이때는, 물품표시 인환권이 주를 이뤘다. 그리고 1970년대에 들어서 500원에서 5000원까지의 금액표시 상품권이 생겨났다. 그리고 1973년 2월에 개정된 상품권법에 따라 2000원에서 10000원까지의 금액표시 상품권이 생겨났으나, 1975년 12월에 전반적으로 상품권 발행을 금지시켰다.
1980년대 이후
1994년 1월에 상품권법이 개정되어서 1994년 4월부터 상품권 발행을 재개하였다. 그러나, 1999년 이후로는 상품권법이 폐지되었다. 현재는 카드형태의 상품권 발행도 늘어, 카드사에서는 가맹점에서 쓸 수 있는 기프트카드도 발행하고 있다. 또, 우편환과 희망근로상품권을 기프트카드 형태로도 발급하기도 한다.
2000년대 이후
강원상품권과 같이 각 광역지방자치단체에서는 지역자금 외부 유출을 막고 지역경제를 활성화하기 위해 시도내 사용점에서 현금처럼 사용이 가능한 상품권을 발행하고 있다.

## 사용

### 구매
- 구매는 현금, 직불카드, 법인카드[3]로 가능하다.

### 사용
- 문화상품권, 백화점상품권
  - 현금처럼 사용이 가능.
  - 현금영수증 발급 가능.
- 기프트카드
  - 카드사 기프트카드는 대부분의 신용카드 가맹점에서 이용가능.[4]
  - 소득공제는 해당 카드사에 신청하면 됨.(예를 들어, 비씨카드는 해당 회원은행 창구나 전화를 통해 신청할 수 있다.)
  - 대부분, 잔액을 전부 사용시 일정횟수 충전이 가능하다.

### 잔액환불
- 상품권의 경우 잔액환불은 보통 아래와 같다.
  - 1만원권이하는 잔액의 80% 사용 / 1만원권이상은 잔액의 60% 사용(단, 모든 업체의 기준이 동일하지는 않다.)

## 같이 보기
- 쿠폰